# Гормоны счастья
«Гормоны счастья. Приучите свой мозг вырабатывать серотонин, дофамин, эндорфин и окситоцин» (англ. Habits of a Happy Brain. Retrain Your Brain to Boost Your Serotonin, Dopamine, Oxytocin, & Endorphin Levels) — научно-популярная книга, написанная почетным профессором менеджмента Калифорнийского университета Лореттой Грациано Бройнинг о гормонах счастья и способах контроля над их выработкой.

## Об авторе
Лоретта Грациано Бройнинг получила образование в университете Корнелла и Тафтса, имеет докторскую степень в области международной торговли, полученную в Tufts. С 1984 по 2006 год Бреунинг преподавала международный менеджмент в бизнес-школах бакалавриата и магистра делового администрирования Калифорнийского государственного университета в Ист-Бэй . До преподавания она работала в программе добровольцев Организации Объединённых Наций в Центральноафриканской Республике и Буркина-Фасо. Провела год в Африке в качестве волонтера ООН. После преподавания она была доцентом в зоопарке Окленда. Автор книги считает, что нет более или менее счастливых наций. А исследованием темы счастья и написанием об этом книг Лоретта Грациано Бройнинг решила заняться из-за того, что в период её детства её мама чувствовала себя несчастной, и считала, что её ребёнок также должен разделять её эмоции и чувства. Когда писательница стала взрослой, она поняла, что её мама сама создавала свое несчастливое настроение, решила изучить и выяснить природу человеческого счастья.

## Содержание
Если человек чувствует себя хорошо, его мозг вырабатывает гормоны: серотонин, эндорфин, дофамин, и окситоцин. Мозг начинает производить эти гормоны только тогда, когда чувствует в этом необходимость — после удовлетворения потребностей в пище, социальной поддержке, безопасности. Когда потребность удовлетворяется, мозг ощущает скоротечный прилив гормонов. Когда волна гормонов спадает, человеку становится дискомфортно, и ему вновь хочется почувствовать себя хорошо. Этого ощущения можно добиться при помощи привычек: еды, физических упражнений, покупок, вечеринок, приятных разговоров. Но привычки не могут приносить удовлетворение постоянно, потому что наш мозг устроен по-другому. Когда влияние гормонов счастья проходит, человеку опять нужно делать что-то, чтобы получить их новую порцию.
Человек может понять, какой именно механизм запускает гормоны счастья и как мозг меняет старые привычки на новые. Таким образом можно создать новую хорошую привычку и встроить её в нейронные связи мозга. По словам автора, благодаря информации, изложенной в книге, этого можно достичь за 45 дней. Для появления новых нейронных путей необходимо уметь сосредоточиться на поставленной цели. Новая привычка вырабатывается с трудом, но если проявить должное упорство, можно получить новую прочную нейронную связь в мозге.
В книге содержится набор упражнений, которые помогут читателю повлиять на выработку дофамина, эндорфина, серотонина и окситоцина.
Дофамин отвечает за создание чувства радости от того, что человек находит что-то нужное ему. Эндорфин отвечает за формирование чувства легкости, способствует наступлению эйфории. Серотонин отвечает за создание чувства уважения со стороны окружающих, окситоцин дает человеку ощущение безопасности.
Человек может научиться активировать гормоны, которые будут делать его счастливым, сможет формировать новые привычки, и выяснит, как привычки формируются мозгом. За тем, чувствует ли себя человек счастливым или несчастным, стоят определённые химические реакции, которые происходят в человеческом мозге.

## Отзывы
Книга написана достаточно простым языком. Она дает не только теоретическую, но и практическую информацию, которую можно применять, чтобы лучше себя понять. Но также в книге автор мало освещает тему стресса и переживаний.

## Издания
Книга была переведена на русский язык и опубликована в издательстве Манн, Иванов и Фербер в 2016 году, перевод с английского выполнил Михаил Попов.